# 쇼부시 간지

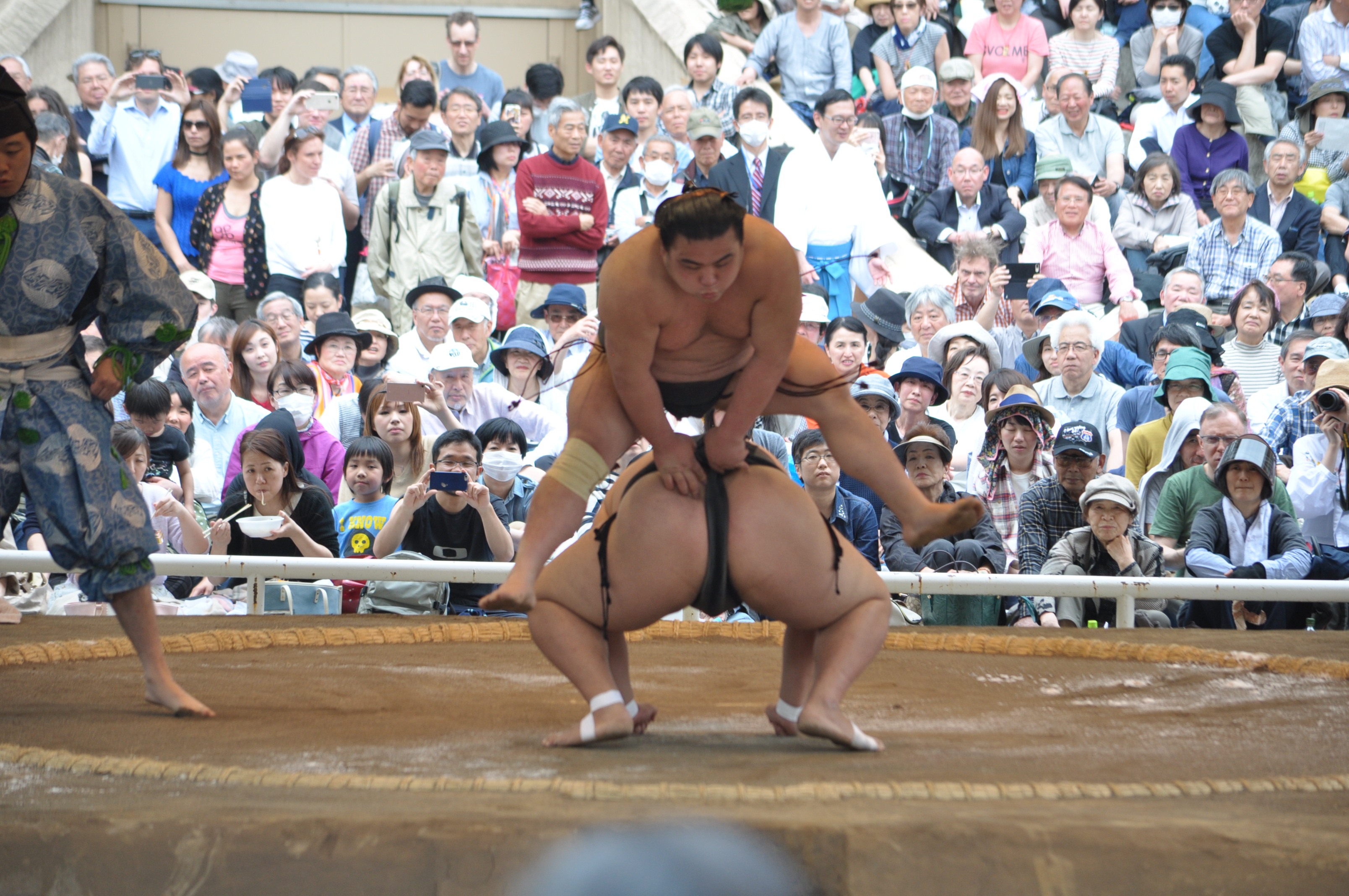
숏키리를 공연중인 쇼부시 간지(위)와 다카미사토 가쓰요시(아래).

쇼부시 간지(勝武士幹士, 본명: 스에타케 기요타카 末武清孝, 1991년 11월 4일 ~ 2020년 5월 13일)는 일본의 오즈모 리키시이다.
작은 체구를 살려서 스모 본대회 전 공연에 해당하는 숏키리와 하나즈모 등에 주로 출연했다.
코로나19 범유행중인 2020년 4월 4일 고열 증세를 보였지만, 4월 8일 객혈 증상을 보이고 나서야 의료기관의 진료를 받을 수 있었다. 4월 10일 PCR 검사로 코로나19 확진을 받았고, 치료중 5월 13일 합병증으로 사망했다. 일본 내 프로 스포츠 선수 중에서는 코로나19 감염증으로 사망한 첫 사례이며, 20대 일본인 중에서도 일본 후생노동성에 알려진 사망 사례 중 가장 처음이었다.